# Okolo jižních Čech
Okolo jižních Čech je vícedenní mezinárodní silniční cyklistický závod, který se v jižních Čechách koná od roku 2012. Je součástí UCI Europe Tour v kategorii 2.2.

## Popis a historie
Jde o nejdelší etapový závod v silniční cyklistice pořádaný na území České republiky; určen je elitní mužské kategorii. Několikadenní závod se koná v době před mistrovstvím světa a je tak cyklisty využíván k ladění formy. Zářijový termín je volen i proto, aby se nenarušily turistické aktivity v regionu. Součástí závodu bývá časovka a etapy přesahující délku 100 km.
Závodí šestičlenné týmy, které soutěží o celkové pořadí, sprinterskou a vrchařskou trofej, oceněn bývá také nejlepší cyklista do věku 23 let. Diváci mohou využít doprovodný kulturní program.
Roku 2016 musel být závod zrušen, protože nebyla policií schválena část trasy. Nekonal se také v roce 2019, protože policie cyklistům nepovolila vjezd na silnice I. třídy z důvodu možného ohrožení plynulosti provozu. V roce 2018 trasa poprvé vedla i přes Rakousko.

## Vítězové
| Rok  | Země      | Vítěz                 | Tým                         |
| ---- | --------- | --------------------- | --------------------------- |
| 2012 | Česko     | Jiří Hochmann         | ASC Dukla Praha             |
| 2013 | Francie   | Florian Sénéchal      | Etixx–IHNed                 |
| 2014 | Norsko    | Reidar Borgersen      | Team Joker                  |
| 2015 | Francie   | Alexis Guérin         | AWT–GreenWay                |
| 2016 | Nejelo se | Nejelo se             | Nejelo se                   |
| 2017 | Česko     | Josef Černý           | Elkov–Author                |
| 2018 | Česko     | Michael Kukrle        | Elkov–Author                |
| 2019 | Nejelo se | Nejelo se             | Nejelo se                   |
| 2020 | Nejelo se | Nejelo se             | Nejelo se                   |
| 2021 | Belgie    | Arnaud de Lie         | Lotto–Soudal U23            |
| 2022 | Dánsko    | Rasmus Bøgh Wallin    | Restaurant Suri–Carl Ras    |
| 2023 | Norsko    | Martin Solhaug Hansen | Uno-X Dare Development Team |
| 2024 | Polsko    | Marcin Budziński      | Mazowsze Serce Polski       |

## Vítězství dle zemí
| Vítězství | Země                 |
| --------- | -------------------- |
| 3         | Česko                |
| 2         | Francie Norsko       |
| 1         | Belgie Dánsko Polsko |